# Étinehem
Étinehem korábbi község Franciaország Hauts-de-France régiójában, Somme megyében.
A település területe 11,08 km². Lakosainak száma 279 (2001).
2017. január 1-jén Méricourt-sur-Somme korábbi községgel egyesült és az így létrejött Étinehem-Méricourt új község része lett.

## Elhelyezkedése
Étinehem a D11-es főút mellett fekszik, a Somme folyó partján, 33 km-re keletre Amiens-től.

## Látnivalók
- Szent Péter templom (1866)
- Szent Anna kápolna
- Haute Somme tavai
- Régi vízimalom-rom

## Lakosság
| 1962                  | 1968 | 1975 | 1982 | 1990 | 1999 | 2010 |
| --------------------- | ---- | ---- | ---- | ---- | ---- | ---- |
| 253                   | 284  | 289  | 278  | 279  | 314  | 347  |
| Népszámlálás 1962 óta |      |      |      |      |      |      |